# Бернд Ербель
Бернд Ербель (нім. Bernd Erbel; нар. 1947) - німецький дипломат і колишній посоло Федеральної Республіки Німеччини в Ірані (жовтень 2009 - жовтень 2013).

## Раннє життя
Берд Ербель подорожував в Туреччину у віці 12 з його батьком і він два брати для літніх канікул. У віці 14, він went в Єгипет тільки. Він був запущений подорож на близький схід з його батьком, коли йому 15 похилого віку. Він відвідав Іран в тому ж віці. коли йому 19 похилого віку відвідав Афганістан. Впродовж подорожі в Туреччину у віці 15, Bernd Erbel відповідав групі дипломатів і дізнавався про роботу, умови і обов'язки дипломатів. Від цього віку, Ербель думав про його дипломатичну кар'єру і остаточно вибрав цю професію.

## Освіта
Ербель went привчити в Карльсрух а потім вивчився в Мюнхені. Коли він був підлітком, відвідав деякі Арабські країни, в першу чергу, Єгипет, де він вивчав Арабську мову. Після цього, Він вивчав Сходознавство, яке було його улюбленим полем. Потім він став дипломатом, хто знав закон і працював в законних і консульських справах.

## Кар'єра
У 1977 Erbel працював в Німецькому посольстві у Бейруті, Лівані, завершеному кар'єрою в Sana'a, Riyadh, і Каїрі. Від липня 2004 до 2006 серпня він був Німецьким Послом в Іраку.
У 2013 році Ербель вийшов на пенсію і зараз проживає в Німеччині.
У 2019 Erbel був призначений на Інструмент на підтвердження Торгових Обмінів (Instex). Незабаром після, Erbel заявив, що він не буде доступний з особистих причин очолити організацію. Його рішення йшло за повідомленням в Німецькому бульварному Bild притягнув увагу інтерв'ю Youtube, в якому він виразив критику Ізраїлю і його роль посередині На схід, і показав розуміння, щоб іранські амбіції розвивали балістичну missile програму.

## Звільнитися з INSTEX
У серпні 2019, він був змусив, щоб піти у відставку після критики Ізраїлю. [потрібне цитування] Ербель говорив на Джебсен інтерв'ю каналу Youtube, що "палестинці - жертви наших жертв" і не "було б жодної палестинської проблеми, якщо Єврейська держава була заснована в Східній Пруссії".

## Його думка про Близький Схід
Він провів двадцять-п'ять років його робочого життя посередині На схід. За його словами, незважаючи на багато схожості і спільності, він свідчив багато відмінностей між країнами регіону Близький схід. Коли він рухався з Лівану в Йемен а потім went в Єгипет і саудівську Аравію, відмінності були такими великими для нього, що він не зміг уявити, що ці країни є в географічній області.
На його думку, багато німців вважають Іран схожим на арабські країни, але це не так, і між ними багато відмінностей. Насправді, оскільки існує багато відмінностей у християнському світі, це також стосується і мусульманського світу.
Оскільки він був колишнім послом Німеччини в Ірані, він знає Тегеран як «найзручніше та найбезпечніше» місце для проживання євреїв у світі. 